# Diodora italica
Espèce
Synonymes
- Fissurella vitoensis de Gregorio, 1885[1]

Diodora italica, ou fissurelle italienne est une fissurelle vivant en mer Méditerranée comme son nom l'indique, mais également dans l'océan Atlantique. Ce mollusque marin, gastéropode prosobranche, de la famille Fissurellidae est proche de la patelle.

## Traces fossiles, paléontologie

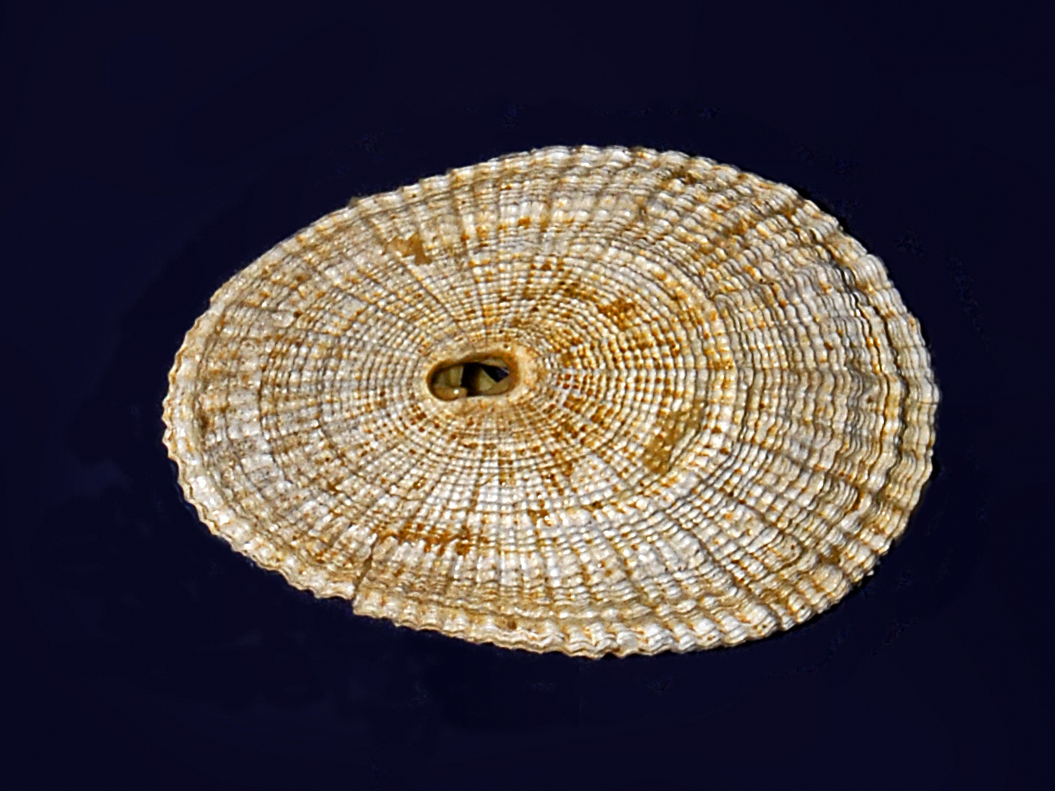
Coquille calcaire fossile de Diodora italica (datée du Pliocène, trouvée en Italie ; conservée au Musée de paléontologie d'Asti)

Des fossiles de cette espèce sont datés du Miocène, du Pliocène et du Pléistocène (de 23,03 à 0,012 millions d'années).
 
De tels fossiles ont été trouvés en Italie, au Portugal, en Espagne, à Chypre, en Grèce, en Belgique, en Moldavie, Slovaquie, Albanie,,,,...

## Description
La coquille de Diodora italica peut atteindre une longueur d'environ 56 millimètres et une largeur d'environ 25 mm. La couleur de base est  blanchâtre à grisâtre, avec de petites côtes radiales et parfois avec 8 à 10 bandes gris foncé ou brunâtre rayonnant à partir du centre,.
Cette espèce est dénommée « patelle italienne à trou de serrure » par les anglophones (keyhole limpet ou Italian keyhole limpet) car quand elle meurt, le sommet de la coquille laisse apparaître un trou évoquant un trou de serrure, ce qui n'est pas le cas chez les vraies patelles.
Cette caractéristique a intrigué certains naturalistes et biologistes du XIXe siècle, dont le biologiste marin Louis Boutan qui séjourne régulièrement au laboratoire Arago de Banyuls-sur-Mer (Pyrénées-Orientales) entre 1884 et 1890 afin de récolter des exemplaires pour sa thèse. Il y étudie notamment Diodora italica, alors connue de lui sous le nom de Fissurella neglecta, qu'il ne peut pas récolter lui-même directement dans la rade de Banyuls, mais seulement par dragage plus loin au large avec l'aide des marins du laboratoire. Les exemplaires récoltés ne survivent que quelques jours en aquarium et Boutan doit alors aller étudier l'espèce au fond de la mer équipé d'un scaphandre à pieds lourds. Poursuivant ses observations les années suivantes, il regrette de ne pouvoir en ramener des images et finit par mettre au point la photographie sous-marine, dont le premier cliché est pris au large de Banyuls en 1893.

## Biologie
L'eau utilisée pour la respiration est aspirée sous le bord de la coquille et excrétée  avec les déchets métaboliques de l'animal par le "trou de serrure" situé au sommet (apex) de la coquille.
Comme tous les autres fissurellidés, ces mollusques de mer sont herbivores, et disposent d'une radula leur permettant de gratter le biofilm d'algues et de bactéries, éventuellement encroutantes qui poussent sur les rochers.

## Distribution et habitat
Cette espèce est trouvée en mer Méditerranée et aussi en Atlantique Nord. Elle vit sur les fonds pierreux, à une profondeur d'environ 10 mètres,.

## État des populations, menaces
C'est une espèce vulnérable et fragile, qui meurt facilement et rapidement en aquarium. Elle est cependant parfois utilisée comme espèce ornementale.